# Frances Hodgson Burnett
Frances Hodgson Burnett (Cheetham, Mánchester; 24 de noviembre de 1849 - Plandome Manor, Nueva York; 29 de octubre de 1924) fue una escritora y dramaturga británica nacionalizada estadounidense en 1905.

## Biografía
La muerte de su padre precipitó a la familia a la ruina, por lo que tuvieron que emigrar a los Estados Unidos en 1865. En aquel entonces, Frances se fue ganando la vida escribiendo poemas y relatos cortos. A los veintitrés años contrajo matrimonio con el doctor S. Burnett, con quien tuvo dos hijos. En 1877 apareció su primera novela, That Lass O'Lowrie's, pero el éxito no le llegó hasta la publicación de El pequeño lord (1885), consolidándose posteriormente con La princesita (1905) (el mismo año se nacionaliza estadounidense) y El jardín secreto (1910), que completan su trilogía para niños y niñas. Desde 1901, tras casarse con el doctor Swann M. Burnett, se divorció y se casó nuevamente con el doctor Stephen Townsend, de quien nuevamente se divorció. Residió  en las Bermudas y en Long Island después de haberse  divorciado dos veces y, además, tras la pérdida de su primogénito, dedicada a la jardinería, la teosofía y el espiritismo hasta su muerte en 1924.
En sus obras ha estado siempre presente el recuerdo de las diferentes clases sociales y de los reveses de la fortuna.

## Obras selectas
- El pequeño lord (1886)
- La demanda de De Willoughby (1899)
- La formación de una marquesa (1901)
- La princesita: Toda la historia de Sara Crewe contada por primera vez (1905)
- La Reina de Plata-Bell (1906)
- El jardín secreto (1911)
- el jardín secreto       ‘’(1911):)

## Adaptaciones de sus obras

### Cine
- La princesita (1917), dirigida por Marshall Neilan y protagonizada por Mary Pickford.
- La princesita (1939), dirigida por Walter Lang y protagonizada por Shirley Temple.
- El jardín secreto (1993), dirigida por Agnieszka Holland. La película fue protagonizada por Kate Maberly, contando además con las actuaciones de Maggie Smith y John Lynch.
- La princesita (1995), dirigida por Alfonso Cuarón y protagonizada por Liesel Matthews. Le película fue nominada a los Premios Óscar a la Mejor fotografía y Mejor dirección artística, y ganó el premio de Los Angeles Films Critics Asociation Awards.
- El jardín secreto (2020), dirigida por Marc Munden y protagonizada por Colín Firth, Julie Walters, Edan Hayhurst y Amir Wilson.

### Televisión
- La princesita fue adaptada a la televisión por Nippon Animation de Japón en formato de serie de anime, bajo el nombre de La princesa Sara y fue emitida por primera vez en 1985.
- El pequeño lord también fue llevada por Nippon Animation a la televisión en formato de anime, con el nombre de Pequeño príncipe Cedie y fue emitida por primera vez en 1988.
- El jardín secreto (Anime Himitsu no Hanazono) fue adaptada como serie de anime por NHK, fue emitida por primera vez en 1991.